# 470

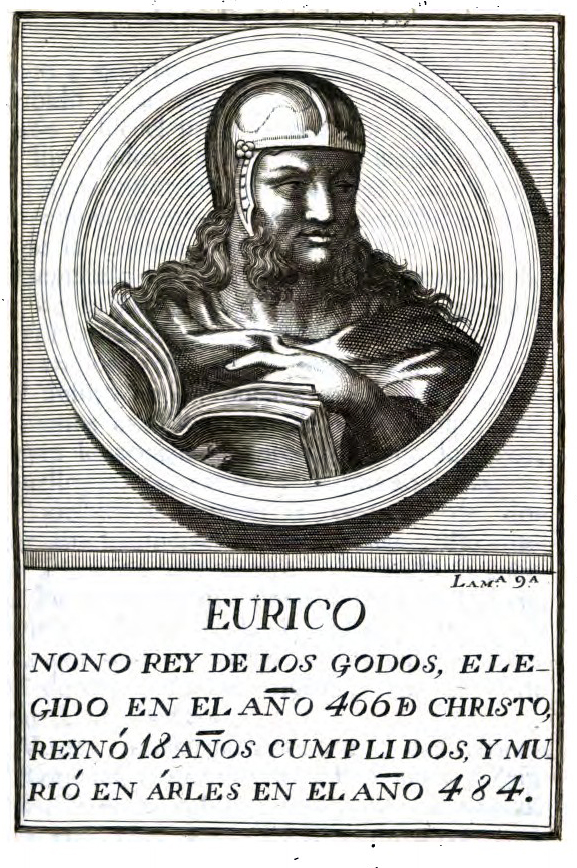
Codex Euricianus van koning Eurik

Het jaar 470 is het 70e jaar in de 5e eeuw volgens de christelijke jaartelling.

## Gebeurtenissen

### Europa
- Sidonius Apollinaris, bisschop van Clermont-Ferrand, stuurt een diplomatieke brief uit naam van keizer Anthemius naar Brittannië. Hierin vraagt hij Riothamus troepen te sturen voor een campagne tegen de Visigoten. Hij landt met een expeditieleger (12.000 man) in Gallië, maar wordt door koning Eurik verslagen.
- Praefectus praetorio Arvandus wordt in Gallië wegens hoogverraad afgezet en verbannen. Hij dwingt Eurik met huurtroepen Bretagne binnen te vallen.
- Eurik introduceert de Codex Euricianus (Germaans wetboek) in de Latijnse taal. (waarschijnlijke datum)

### Brittannië
- Einion Yrth ap Cunedda wordt koning van het koninkrijk Gwynedd (huidige Wales).

### Italië
- Iordanes en Flavius Messius Phoebus Severus worden gekozen tot consuls van het Imperium Romanum.
- Odoaker wordt bevorderd tot aanvoerder van de Germaanse hulptroepen (foederati) in Noord-Italië.

## Religie
- Mamertus, bisschop van Vienne, voert de kruisdagen in: een driedaagse bidprocessie om Gods hulp te vragen tegen rampen.
- De kerk van Acheiropietos in Thessaloniki (Centraal-Macedonië) wordt voltooid en ingewijd. (waarschijnlijke datum)

## Geboren
- Audofleda, koningin en zuster van Clovis I (waarschijnlijke datum)
- Caesarius van Arles, bisschop en heilige (waarschijnlijke datum)
- Dionysius Exiguus, monnik en ontwerper van het Anno Domini
- Endelienta, Welshe prinses (waarschijnlijke datum)
- Ferreolus van Rodez, Romeins senator (waarschijnlijke datum)

## Overleden
- Ardarik, koning van de Gepiden (waarschijnlijke datum)
- Euphrosina, Egyptisch geestelijke en heilige
- Valentinus van Rhetië, bisschop en heilige